# Pancho Vladigerov
Pancho Haralanov Vladigerov (en búlgaro: Панчо Хараланов Владигеров) (Zürich, Suiza; 13 de marzo de 1899 – Sofía, Bulgaria; 8 de septiembre de 1978) fue un compositor, pedagogo y pianista búlgaro.  Perteneció a la segunda generación de compositores búlgaros. Fue miembro fundador de la Sociedad Búlgara de Música Contemporánea (1933), la cual se convertiría en la Unión de Compositores Búlgaros. Marcó el inicio de varios géneros de la música búlgara. Estableció la Escuela Búlgara de Composición y Pedagogía, en la cual tuvo entre sus estudiantes a los mejores compositores búlgaros de la siguiente generación, entre los que se encontraba el pianista Alexis Weissenberg.
Durante su período en Berlín (1912-1932), Vladigerov ganó dos veces el Premio Mendelssohn como compositor. La primera vez es para el "Concierto para piano y orquesta Nr. 1" ( con esta obra se graduó más tarde el mundialmente famoso director de orquesta Herbert von Karajan ), y la segunda vez Vladigerov se llevó el premio por sus orquestaciones de "Longing", "Passion" y "Surprise" del ciclo de piano "Diez impresiones" ( 1920). Además, durante 11 años escribió música para las representaciones del gran director alemán Max Reinhardt , que se representaron en el Deutsches Theatre de Berlín y el Theatre an der Josefstadt de Viena. Por sus servicios a la música búlgara recibió el Premio Dimitrov y los títulos de Artista del Pueblo y Héroe del Trabajo Socialista . Para la cultura búlgara, obras como "Concierto para piano y orquesta nr. 1" (1918) y "Concierto para violín y orquesta nr. 1" (1921) tienen un valor adicional: son los primeros en su género escritos por un compositor búlgaro.

## Biografía
Vladigerov nació el 13 de marzo de 1899 en Zürich, Suiza, pero pasó su primera infancia en Shumen.  Su madre, la Dra. Eliza Pasternak era una judía rusa, emparentada con el escritor Boris Pasternak.  Su padre, el Dr. Haralan Vladigerov fue abogado. Pancho Vladigerov, junto con su hermano gemelo Lyuben Vladigerov, aprendieron composición desde temprana edad, Pancho estudió piano, Lyuben el violín.  En 1904, los dos hermanos participaron en un concierto público en el Centro Comunitario Arhangel Mihail, actualmente llamado Centro Comunitario Dobry Voynikov. 
En el verano de 1910 la familia se muda a Sofía donde Eliza Vladigerova se emplea como doctora. Inició su educación musical en la Escuela Privada de Música de Sofía, donde aprendió piano del músico checo Henrich Vizner , y composición y teoría musical de Dobri Hristov . En ese momento, Vladigerov hizo sus primeros intentos compositivos.
Un año después se mudan una vez más a Viena, en donde ella consultó con el compositor austriaco Robert Fux por el talento de sus hijos y quien le recomendó llevar a estudiar a Pancho a Rusia considerando el talento de Pancho y su origen eslavo. En Kiev la madre se entrevistó con Vladimir Pohalski, músico, pianista, compositor y director de la orquesta filarmónica y  del Conservatorio de Kiev, quien recomendó a Pancho para estudiar en el Conservatorio de París. Después de haber estado en Kiev, los Vladigerov estuvieron un tiempo breve en Tiráspol antes de regresar a Sofía, donde Eliza consiguió una beca para Pancho en París. A finales de 1911, el violinista francés Anrie Marto viajó a Sofía y tras escuchar a los jóvenes Lyuben y Pancho, persuadió a Eliza para que mandara a sus hijos a Berlín prometiéndole su apoyo incondicional.
En junio de 1912, Pancho se mudó a Berlín junto con su madre y hermano y se matriculó en la Staatliche Akademische Hochschule für Musik, en donde estudió teoría musical y composición con el Profesor Paul Juon y piano con Heinrich Barth.  En 1920 se gradúa de la Akademie der Künste habiendo estudiado composición bajo Friedrich Gernsheim y el profesor Georg Schumann.  Ganó dos veces el Premio Mendelssohn de la Academia en 1918 y en 1920.  Trabajó para Max Reinhardt en el Deutsches Theater en Berlín como compositor y pianista entre 1920 y 1932.  
En 1932, Pancho Vladigerov regresó a Bulgaria y aceptó una cátedra en el Conservatorio Estatal de Bulgaria, donde trabajó durante más de 40 años. Después de regresar a su tierra natal, el compositor continuó con sus grandes logros: escribió la ópera " Tsar Kaloyan " ( 1936 ), que fue la primera ópera búlgara representada en el extranjero. Sus siguientes obras muy queridas son: Sinfonía n.° 1 ( 1939 ), Concierto para piano y orquesta n.° 3 ( 1937 ), " La improvisación y la tocata " ( 1942 ), el ballet " La leyenda del lago " ( 1946 ), "Concierto fantástico para violonchelo y orquesta", "Suite búlgara", "Poema judío", "Impresión Lyulin", las miniaturas "Noisy" y "Acuarelas", así como muchas otras obras sinfónicas, de cámara , canciones y música escénica. Aunque mostró preferencia por la música sinfónica , Vladigerov también escribió muchas obras vocales-instrumentales de alto valor artístico. A partir de 1940, fue Profesor de Piano, Música de Cámara y Composición de la Academia Estatal de Música, la cual habría de llevar el nombre de Vladigerov tras su muerte.
Compuso en una gran variedad de géneros: fue autor de una ópera (Tsar Kaloyan, con un libreto de Nikolai Liliev y Fani Popova-Mutafova), de ballet, música sinfónica, cinco conciertos para piano, dos conciertos para violín, música de cámara que incluye un cuarteto de cuerda, un trío (violín, chelo y piano), obras y piezas para instrumento y piano, 13 transcripciones de sus primeras obras para dos pianos, cincuenta arreglos para voz, orquesta y piano de música popular, veinte canciones para voz y piano, diez canciones corales con piano y orquesta, música para obras de teatro para el Deutsches Theater en Berlín, el Teatro de Josefstadt en Viena, y el Teatro Nacional de Sofía.
El mundo conoció la obra de Pancho Vladigerov durante la década de 1920 cuando sus piezas fueron publicadas por la editorial Universal Edition en Viena y cuando sus obras fueron grabadas y distribuidas por la compañía discográfica Deutsche Grammophon antes de que su obra se interpretara en salas de concierto por toda Europa y los Estados Unidos. Como pianista y compositor, viajó por la mayoría de países europeos interpretando sus propias composiciones. En 1969 le fue concedido el Premio Herder.  Murió el 8 de septiembre de 1978 en Sofía, Bulgaria.

## Obras principales

### Música para escena
- Ópera "Zar Kaloyan" op. 30 (1936, Sofía)
- Ballet "La leyenda del lago" op. 40 (1946, estrenado en 1962 en Sofía)

### Para orquesta sinfónica
- Leyenda sinfónica op. 8 (1919)
- Tres impresiones según Op. 9 (1920)
- Suite escandinava - adaptación de la música para la obra de August Strindberg El sueño ("Ett Drömspel"), op. 13 (1921)
- Rapsodia búlgara "Vardar" op. 16 (1922, orquestada en 1928)
- Seis preludios exóticos op. 17 (1924, orquestados en 1955)
- Suite búlgara op. 21 (1926, orquestada en 1927)
- Siete danzas sinfónicas búlgaras op. 23 (1931)
- Obertura "Tierra" op. 27 (1933)
- Sinfonía n.º 1 en re menor op. 33 (1939)
- Improvisación y Tocata: orquestación de los Episodios n.º 4 y n.º 5 op. 36 (1941, orquestada en 1970)
- Cuatro danzas sinfónicas rumanas op. 38 (1942)
- Dos bocetos sinfónicos rumanos op. 39 (1943) : n.º 1 Aria - n.º 2 Danza rumana
- Horo Staccato (en colaboración con Diniku) (1942)
- Primera y segunda suites del ballet "La leyenda del lago" op. 40 (1947, 1953)
- Obertura "Nueve de septiembre" op. 45 (1949)
- Poema judío op. 47 (1951)
- Suite de la música incidental Le Bonheur op. 50 (1954)
- Poema dramático "Canción de paz" Op. 52 (1956)
- Seis noveletas, después de op. 59 y op. 60
- Lyulin impressions op. 63 (1972)

### Para piano y orquesta sinfónica
- Concierto para piano n.º 1 en la menor, Op. 6 (1918)
- Concierto para piano n.º 2 en do menor, Op. 22 (1930)
- Concierto para piano n.º 3 en si bemol menor, Op. 31 (1937)
- Concierto para piano n.º 4 en sol mayor, Op. 48 (1953)
- Concierto para piano n.º 5 en re mayor, Op. 58 (1963)

### Para violín y orquesta sinfónica
- Concierto para violín n.º 1 en fa menor Op. 11 (1921)
- Burlesque para violín y orquesta Op. 14 (1922)
- Concierto para violín n.º 2 en sol menor, Op. 61 (1968)
- Rapsodia búlgara "Vardar" op.16 (1922, transcrita en 1951)

### Para violonchelo y orquesta sinfónica
- Romance élégiaque para violonchelo y orquesta (1917)
- Concierto Fantasía para violonchelo y orquesta op. 35 (1949)

### Para orquesta de cuerda
- Sinfonía n.º 2 en si bemol mayor "Mayo" op. 44 (1949)

### Para orquesta de cámara
- Canciones y danzas búlgaras (1932)
- Acuarelas (1942)
- Divertimento (1943)
- transcripciones de piezas para piano

### Para piano solo
- Cuatro piezas op. 2 (1915)
- Variaciones para piano sobre una canción popular búlgara "горда стара планина" op. 3 (1916)
- Diez impresiones op. 9 (1920)
- Cuatro piezas op. 10 (1922)
- Tres piezas op. 15 (1922)
- Seis preludios exóticos op. 17 (1924)
- Suite búlgara op. 21 (1926)
- Clásico y Romántico - Ciclo de siete piezas para piano op. 24 (1931)
- Canciones y danzas búlgaras op. 25 (1932)
- Sonatina Concertante op. 28 (1934)
- Seis miniaturas "Shumen" op. 29 (1934)
- Cinco episodios op. 36 (1941)
- Seis acuarelas op. 37 (1942)
- Imágenes op. 46 (1950): n.º 1 Arabesco - n.º 2 Cuento - n.º 3 Danza balcánica
- Suite de cinco piezas op. 51 (1954)
- Tres piezas op. 53 (1953): n.°1 Crépuscule - n.°2 Légende - n.°3 Danse primitive
- Tres piezas de concierto op. 57 (1961): n.º 1 Arioso - n.º 2 Capriccio - n.º 3 Danse asiatique
- Novelettes op. 59 (1964)
- Cinco piezas op. 60 (1966): n.º 1 Berceuse - n.º 2 Humoresque - n.º 3 Le Berger triste - n.º 4 Épisode dramatique - n.º 5 Danse bulgare
- Tres piezas cortas op. 64 (1972)
- Cuatro piezas op. 65 (1973)
- Cinco siluetas op. 66 (1974)
- Cinco cuadros poéticos op. 68 (1976)
- Cuatro frescos op. 69 (1977)
- Tres bagatelas op. 70 (1978)

### Para dos pianos
- 13 transcripciones del autor de piezas para piano y orquesta:
  - Rapsodia Vardar[3] op. 16, originalmente Rapsodia búlgara "Vardar" para violín y piano (1922, tr. 1976)
  - Mar Dimitro lyo[4] - Danza búlgara op. 23, n.º 2, de Siete danzas sinfónicas búlgaras (1931, tr. 1976)
  - Bilyana,[5] danza búlgara op. 23, n.º 6, de Siete danzas sinfónicas búlgaras (1931, tr. 1976)
  - Grande ronde,[6] danza búlgara op. 23, n.º 7, de Siete danzas sinfónicas búlgaras (1931, tr. 1976)
  - Suite búlgara[7] op. 21, original para piano (1926, tr. 1977)
  - Valse fantastique[8] Op. 2, n.º 4, de Cuatro piezas para piano Op. 2, (1915, tr. 1977)
  - Danza sueca[9] op. 13, n.º 2, de la música para la obra "El sueño" de August Strindberg (1921, tr. 1977)
  - Danza rumana[10] op. 38, n.º 3, de Cuatro danzas sinfónicas rumanas (1942, tr. 1977)
  - Hora staccato,[11] sin opus, original para orquesta sinfónica (1942, tr. 1977)
  - La bailarina oriental[12] op. 10, n.º 2, de Cuatro piezas para piano (1920, tr. 1977)
  - Concert Chimmy[13] sin opus, originalmente "Chimmy orientalico" para violín y piano (1924, tr. 1977)
  - Romance and Cakewalk[14] no opus, de la música para la obra de Bernard Shaw 'Caesar and Cleopatra' (1920, tr. 1977)
  - Foxtrot,[15] sin opus, original para piano (1925, tr. 1977)

### Para violín y piano
- Sonata para violín y piano en re mayor, Op. 1 (1914)
- Dos improvisaciones ("Poema erótico" y "En un estilo popular") op. 7 (1919)
- Cuatro piezas ("Ilusión", "Intermezzo", "Romance del Norte" y "Vals Romántico") op. 12 (1921)
- Burlesque para violín y piano op. 14 (1922)
- Rapsodia búlgara "Vardar", Op. 16 (1922)
- Dos paráfrasis búlgaras ("Horo" y "Rachenitza") op. 18 (1925)
- Dos piezas ("Romance" y "Orientale") op. 20 (1926)
- Transcripciones de piezas para piano

### Otra música de cámara
- Trío con piano en si bemol menor op. 4 (1916)
- Cuarteto de cuerda en sol mayor op. 34 (1940)
- Capriccio para fagot y piano (1951)

### Para voz y piano
- 6 melodías líricas (según Dora Gabe) & Balada Lud Gidiya (según Pencho Slaveikov) op. 5 (1917)
- 5 canciones y Marcha Oriental op. 19
- 3 melodías op. 26
- 6 canciones populares búlgaras op. 32 (1938)
- 6 canciones populares búlgaras op. 41 (1947)
- 6 canciones populares búlgaras op. 42 (1948)
- 6 canciones populares búlgaras op. 43 (1948)
- 6 canciones populares búlgaras op. 54
- 6 canciones populares búlgaras op. 55
- 6 canciones populares búlgaras op. 56 (1958)
- 6 canciones populares búlgaras op. 62
- Melodías op. 67 (según Nikolai Liliev) (1974)

## Legado
La compañía discográfica búlgara Balkanton lanzó una edición de música sinfónica y escénica en cuatro conjuntos de siete discos. Varias de sus obras, entre ellas la Rapsodia Búlgara Vardar, son consideradas emblemáticas de la música búlgara. 
Su hijo Alexander Vladigerov y sus nietos Pancho Vladigerov jr., [lexander Wladigeroff, y Konstantin Wladigeroff son también músicos reconocidos.
La casa de Pancho Vladigerov en el número 10 de Yakubitsa, en Sofía, ha sido transformada en museo.
La Fundación del Legado Intelectual de Pancho Vladigerov fue fundada en otoño de 2006 por Pancho Vladigerov Jr. Su principal objetivo es preservar, proteger y popularizar el patrimonio material e inmaterial de Pancho Vladigerov.
El nombre de Vladigerov también se conserva en:
- Un concurso internacional de música para pianistas y violinistas que se celebra cada dos años desde 1986 en Shumen[18]
- La Academia Nacional de Música "Prof. Pancho Vladigerov" de Sofía[19]
- El Pasaje Vladigerov en la Antártida[20]